# Tercera División de España 1978-79
La temporada 1978–79 de la Tercera División de España de fútbol corresponde a la 42ª edición del campeonato y se disputó entre el 3 de septiembre de 1978 y el 3 de junio de 1979.

## Sistema de competición
La Tercera División de España 1978-79 fue organizada por la Federación Española de Fútbol (RFEF).
El campeonato contó con la participación de 120 clubes divididos en seis grupos. La competición siguió un sistema de liga, de modo que los equipos de cada grupo se enfrentaron entre sí, todos contra todos en dos ocasiones -una en campo propio y otra en campo contrario- sumando un total de treinta y ocho jornadas. El orden de los encuentros se decidió por sorteo antes de empezar la competición.
Se estableció una clasificación con arreglo a los puntos obtenidos en cada enfrentamiento, a razón de dos por partido ganado, uno por empatado y ninguno en caso de derrota. En caso de empate a puntos entre dos o más clubes en la clasificación, se tuvo en cuenta el mayor cociente de goles. 
Los primeros clasificados de cada grupo ascendieron directamente a Segunda División B.
Debido a la ampliación de la categoría en esta temporada tan solo los últimos clasificados de cada grupo descendieron directamente a Categoría Regional.

## Clasificaciones

### Grupo I
| Pos. | Equipo                 | Pts. | PJ | G  | E  | P  | GF | GC | Dif. | Clasificación                 |
| ---- | ---------------------- | ---- | -- | -- | -- | -- | -- | -- | ---- | ----------------------------- |
| 1    | C. D. Gijón (A)        | 50   | 38 | 19 | 12 | 7  | 61 | 25 | +36  | Ascenso a Segunda División B  |
| 2    | Real Avilés C. F.      | 47   | 38 | 21 | 5  | 12 | 61 | 35 | +26  |                               |
| 3    | S. D. Ponferradina     | 47   | 38 | 19 | 9  | 10 | 59 | 40 | +19  |                               |
| 4    | Juventud Cambados      | 46   | 38 | 16 | 14 | 8  | 55 | 40 | +15  |                               |
| 5    | Gran Peña Celtista     | 45   | 38 | 18 | 9  | 11 | 58 | 38 | +20  |                               |
| 6    | S. D. Rayo Cantabria   | 44   | 38 | 17 | 10 | 11 | 50 | 39 | +11  |                               |
| 7    | Alondras C. F.         | 42   | 38 | 17 | 8  | 13 | 57 | 39 | +18  |                               |
| 8    | C. D. Naval            | 40   | 38 | 14 | 12 | 12 | 52 | 47 | +5   |                               |
| 9    | El Entrego C. D.       | 39   | 38 | 16 | 7  | 15 | 44 | 42 | +2   |                               |
| 10   | Club Turista de Vigo   | 39   | 38 | 14 | 11 | 13 | 39 | 51 | −12  |                               |
| 11   | U. D. Gijón Industrial | 38   | 38 | 13 | 12 | 13 | 38 | 46 | −8   |                               |
| 12   | S. D. Compostela       | 35   | 38 | 11 | 13 | 14 | 38 | 41 | −3   |                               |
| 13   | Arosa S. C.            | 34   | 38 | 14 | 6  | 18 | 58 | 61 | −3   |                               |
| 14   | C. D. Cayón            | 34   | 38 | 11 | 12 | 15 | 41 | 50 | −9   |                               |
| 15   | U. D. Cacabelense      | 34   | 38 | 14 | 6  | 18 | 48 | 74 | −26  |                               |
| 16   | Santoña Club de Fútbol | 33   | 38 | 15 | 3  | 20 | 52 | 56 | −4   |                               |
| 17   | Fabril Deportivo       | 32   | 38 | 12 | 8  | 18 | 35 | 37 | −2   |                               |
| 18   | C. D. Turón            | 30   | 38 | 10 | 10 | 18 | 45 | 59 | −14  |                               |
| 19   | Club Siero             | 27   | 38 | 10 | 7  | 21 | 39 | 67 | −28  |                               |
| 20   | Sporting Celanova (D)  | 24   | 38 | 8  | 8  | 22 | 37 | 70 | −33  | Descenso a Categoría Regional |

 Fuente: Futbolme

### Grupo II
| Pos. | Equipo                    | Pts. | PJ | G  | E  | P  | GF | GC | Dif. | Clasificación                 |
| ---- | ------------------------- | ---- | -- | -- | -- | -- | -- | -- | ---- | ----------------------------- |
| 1    | C. D. Sangüesa            | 47   | 38 | 18 | 11 | 9  | 73 | 46 | +27  |                               |
| 2    | Arenas Club (A)           | 46   | 38 | 17 | 12 | 9  | 41 | 33 | +8   | Ascenso a Segunda División B  |
| 3    | San Sebastián C. F.       | 45   | 38 | 15 | 15 | 8  | 58 | 43 | +15  |                               |
| 4    | S. D. Guernica Club       | 45   | 38 | 16 | 13 | 9  | 47 | 38 | +9   |                               |
| 5    | C. D. Guecho (A)          | 42   | 38 | 16 | 10 | 12 | 47 | 39 | +8   | Ascenso a Segunda División B  |
| 6    | C. D. Tudelano            | 41   | 38 | 15 | 11 | 12 | 54 | 40 | +14  |                               |
| 7    | Club Erandio              | 41   | 38 | 15 | 11 | 12 | 56 | 42 | +14  |                               |
| 8    | C. D. Aurrerá de Ondarroa | 41   | 38 | 13 | 15 | 10 | 37 | 39 | −2   |                               |
| 9    | Tolosa C. F.              | 37   | 38 | 9  | 19 | 10 | 39 | 43 | −4   |                               |
| 10   | C. D. Motrico             | 36   | 38 | 14 | 8  | 16 | 37 | 43 | −6   |                               |
| 11   | S. D. Valmaseda C. F.     | 36   | 38 | 12 | 12 | 14 | 39 | 58 | −19  |                               |
| 12   | C. D. Lagun Onak          | 35   | 38 | 12 | 11 | 15 | 44 | 51 | −7   |                               |
| 13   | S. D. Lemona              | 35   | 38 | 11 | 13 | 14 | 43 | 47 | −4   |                               |
| 14   | C. D. Munguía             | 34   | 38 | 10 | 14 | 14 | 36 | 49 | −13  |                               |
| 15   | U. D. C. Chantrea         | 34   | 38 | 14 | 6  | 18 | 56 | 64 | −8   |                               |
| 16   | A. D. Sabiñánigo          | 34   | 38 | 13 | 8  | 17 | 42 | 52 | −10  |                               |
| 17   | Burgos Promesas C. F.     | 34   | 38 | 11 | 12 | 15 | 41 | 44 | −3   |                               |
| 18   | Peña Sport C. F.          | 33   | 38 | 11 | 11 | 16 | 39 | 48 | −9   |                               |
| 19   | C. D. Calahorra           | 33   | 38 | 11 | 11 | 16 | 51 | 62 | −11  |                               |
| 20   | C. D. Basconia (D)        | 31   | 38 | 10 | 11 | 17 | 49 | 48 | +1   | Descenso a Categoría Regional |

 Fuente: Futbolme
Notas:
1. 1 2  El C. D. Sangüesa renunció al ascenso de su categoría y su plaza en Segunda División B fue ocupada por el Arenas Club.
2. ↑  El C. D. Guecho ascendió para ocupar la plaza del Real Unión de Irún que renunció a su plaza en Segunda División B.

### Grupo III
| Pos. | Equipo                      | Pts. | PJ | G  | E  | P  | GF | GC | Dif. | Clasificación                 |
| ---- | --------------------------- | ---- | -- | -- | -- | -- | -- | -- | ---- | ----------------------------- |
| 1    | U. D. Vall de Uxó (A)       | 52   | 38 | 21 | 10 | 7  | 75 | 48 | +27  | Ascenso a Segunda División B  |
| 2    | C. F. Badalona              | 49   | 38 | 18 | 13 | 7  | 66 | 48 | +18  |                               |
| 3    | C. F. Reus Deportiu         | 46   | 38 | 20 | 6  | 12 | 58 | 31 | +27  |                               |
| 4    | C. D. Endesa Andorra        | 42   | 38 | 17 | 8  | 13 | 65 | 59 | +6   |                               |
| 5    | F. C. Andorra               | 41   | 38 | 14 | 13 | 11 | 51 | 45 | +6   |                               |
| 6    | F. C. Barcelona Aficionados | 39   | 38 | 15 | 9  | 14 | 54 | 52 | +2   |                               |
| 7    | U. E. Olot                  | 38   | 38 | 15 | 8  | 15 | 49 | 45 | +4   |                               |
| 8    | U. D. Figueras              | 38   | 38 | 18 | 2  | 18 | 73 | 67 | +6   |                               |
| 9    | C. D. La Cava               | 38   | 38 | 15 | 8  | 15 | 56 | 50 | +6   |                               |
| 10   | C. F. Gavá                  | 37   | 38 | 15 | 7  | 16 | 48 | 54 | −6   |                               |
| 11   | C. F. Sporting Mahonés      | 37   | 38 | 16 | 5  | 17 | 41 | 46 | −5   |                               |
| 12   | Atlético de Monzón          | 37   | 38 | 14 | 9  | 15 | 44 | 50 | −6   |                               |
| 13   | Villarreal C. F.            | 36   | 38 | 14 | 8  | 16 | 47 | 44 | +3   |                               |
| 14   | C. D. Júpiter               | 35   | 38 | 13 | 9  | 16 | 51 | 59 | −8   |                               |
| 15   | C. D. Malgrat               | 34   | 38 | 12 | 10 | 16 | 38 | 48 | −10  |                               |
| 16   | C. D. Acero                 | 34   | 38 | 13 | 8  | 17 | 39 | 52 | −13  |                               |
| 17   | C. D. Europa                | 33   | 38 | 14 | 5  | 19 | 53 | 61 | −8   |                               |
| 18   | C. D. Masnou                | 32   | 38 | 12 | 8  | 18 | 50 | 63 | −13  |                               |
| 19   | U. A. Horta                 | 32   | 38 | 11 | 10 | 17 | 49 | 72 | −23  |                               |
| 20   | C. D. Hospitalet (D)        | 30   | 38 | 12 | 6  | 20 | 41 | 54 | −13  | Descenso a Categoría Regional |

 Fuente: Futbolme

### Grupo IV
| Pos. | Equipo                        | Pts. | PJ | G  | E  | P  | GF | GC | Dif. | Clasificación                 |
| ---- | ----------------------------- | ---- | -- | -- | -- | -- | -- | -- | ---- | ----------------------------- |
| 1    | U. D. Las Palmas Atlético (A) | 49   | 38 | 19 | 11 | 8  | 65 | 39 | +26  | Ascenso a Segunda División B  |
| 2    | Talavera C. F.                | 46   | 38 | 19 | 8  | 11 | 61 | 43 | +18  |                               |
| 3    | C. D. Leganés                 | 45   | 38 | 16 | 13 | 9  | 52 | 42 | +10  |                               |
| 4    | C. D. Toledo                  | 44   | 38 | 16 | 12 | 10 | 55 | 38 | +17  |                               |
| 5    | C. D. Numancia                | 43   | 38 | 19 | 5  | 14 | 61 | 57 | +4   |                               |
| 6    | R. S. D. Alcalá               | 43   | 38 | 17 | 9  | 12 | 53 | 48 | +5   |                               |
| 7    | C. D. San Fernando de Henares | 42   | 38 | 19 | 4  | 15 | 62 | 57 | +5   |                               |
| 8    | Deportivo Aragón              | 41   | 38 | 15 | 11 | 12 | 56 | 45 | +11  |                               |
| 9    | C. D. Carabanchel             | 39   | 38 | 14 | 11 | 13 | 51 | 54 | −3   |                               |
| 10   | C. D. Colonia Moscardó        | 39   | 38 | 10 | 19 | 9  | 44 | 37 | +7   |                               |
| 11   | S. D. Gimnástica Arandina     | 37   | 38 | 14 | 9  | 15 | 52 | 51 | +1   |                               |
| 12   | Toscal C. F.                  | 36   | 38 | 12 | 12 | 14 | 47 | 45 | +2   |                               |
| 13   | C. D. Venta de Baños          | 35   | 38 | 13 | 9  | 16 | 36 | 48 | −12  |                               |
| 14   | C. D. Manchego                | 34   | 38 | 11 | 12 | 15 | 42 | 39 | +3   |                               |
| 15   | C. D. Ciempozuelos            | 34   | 38 | 13 | 8  | 17 | 48 | 59 | −11  |                               |
| 16   | Real Valladolid Promesas      | 32   | 38 | 12 | 8  | 18 | 52 | 61 | −9   |                               |
| 17   | A. D. Arganda                 | 32   | 38 | 10 | 12 | 16 | 35 | 51 | −16  |                               |
| 18   | C. D. San Andrés              | 31   | 38 | 11 | 9  | 18 | 35 | 56 | −21  |                               |
| 19   | C. D. Salmantino              | 29   | 38 | 8  | 13 | 17 | 39 | 53 | −14  |                               |
| 20   | S. D. Almazán (D)             | 29   | 38 | 13 | 3  | 22 | 45 | 68 | −23  | Descenso a Categoría Regional |

 Fuente: Futbolme

### Grupo V
| Pos. | Equipo                       | Pts. | PJ | G  | E  | P  | GF | GC | Dif. | Clasificación                 |
| ---- | ---------------------------- | ---- | -- | -- | -- | -- | -- | -- | ---- | ----------------------------- |
| 1    | C. D. Eldense (A)            | 55   | 38 | 24 | 7  | 7  | 65 | 27 | +38  | Ascenso a Segunda División B  |
| 2    | Albacete Balompié            | 54   | 38 | 24 | 6  | 8  | 61 | 25 | +36  |                               |
| 3    | C. F. Gandía                 | 54   | 38 | 22 | 10 | 6  | 79 | 34 | +45  |                               |
| 4    | C. D. Alcoyano               | 50   | 38 | 20 | 10 | 8  | 62 | 31 | +31  |                               |
| 5    | Cartagena F. C.              | 45   | 38 | 19 | 7  | 12 | 52 | 35 | +17  |                               |
| 6    | U. D. Alcira                 | 40   | 38 | 16 | 8  | 14 | 48 | 49 | −1   |                               |
| 7    | U. D. Poblense               | 39   | 38 | 14 | 11 | 13 | 40 | 43 | −3   |                               |
| 8    | Torrevieja C. F.             | 39   | 38 | 16 | 7  | 15 | 52 | 49 | +3   |                               |
| 9    | A. P. Almansa                | 39   | 38 | 13 | 13 | 12 | 55 | 51 | +4   |                               |
| 10   | C. D. Mestalla               | 38   | 38 | 15 | 8  | 15 | 54 | 42 | +12  |                               |
| 11   | C. D. Constancia             | 37   | 38 | 15 | 7  | 16 | 44 | 49 | −5   |                               |
| 12   | Orihuela Deportiva C. F.     | 35   | 38 | 13 | 9  | 16 | 37 | 40 | −3   |                               |
| 13   | R. C. D. Mallorca            | 35   | 38 | 11 | 13 | 14 | 42 | 49 | −7   |                               |
| 14   | U. D. Español de San Vicente | 32   | 38 | 11 | 10 | 17 | 47 | 55 | −8   |                               |
| 15   | Crevillente Deportivo        | 30   | 38 | 12 | 6  | 20 | 38 | 62 | −24  |                               |
| 16   | C. D. Margaritense           | 30   | 38 | 11 | 8  | 19 | 32 | 51 | −19  |                               |
| 17   | C. D. Atlético Baleares      | 30   | 38 | 12 | 6  | 20 | 45 | 68 | −23  |                               |
| 18   | C. D. Villena                | 28   | 38 | 9  | 10 | 19 | 39 | 55 | −16  |                               |
| 19   | Paterna C. F.                | 28   | 38 | 10 | 8  | 20 | 34 | 55 | −21  |                               |
| 20   | C. D. Manacor (D)            | 22   | 38 | 6  | 10 | 22 | 26 | 82 | −56  | Descenso a Categoría Regional |

 Fuente: Futbolme

### Grupo VI
| Pos. | Equipo                      | Pts. | PJ | G  | E  | P  | GF | GC | Dif. | Clasificación                 |
| ---- | --------------------------- | ---- | -- | -- | -- | -- | -- | -- | ---- | ----------------------------- |
| 1    | C. D. San Fernando (A)      | 51   | 38 | 21 | 9  | 8  | 55 | 19 | +36  | Ascenso a Segunda División B  |
| 2    | Gimnástico Melilla          | 47   | 38 | 19 | 9  | 10 | 41 | 40 | +1   |                               |
| 3    | R. B. Linense               | 46   | 38 | 18 | 10 | 10 | 50 | 33 | +17  |                               |
| 4    | Mérida Industrial C. F.     | 45   | 38 | 17 | 11 | 10 | 53 | 37 | +16  |                               |
| 5    | Betis Deportivo             | 43   | 38 | 17 | 9  | 12 | 50 | 45 | +5   |                               |
| 6    | C. D. Villanovense          | 42   | 38 | 15 | 12 | 11 | 49 | 37 | +12  |                               |
| 7    | C. D. Valdepeñas            | 42   | 38 | 19 | 4  | 15 | 60 | 39 | +21  |                               |
| 8    | Úbeda C. F.                 | 42   | 38 | 18 | 6  | 14 | 67 | 52 | +15  |                               |
| 9    | Puerto Real C. F.           | 41   | 38 | 16 | 9  | 13 | 58 | 41 | +17  |                               |
| 10   | Vélez C. F.                 | 38   | 38 | 17 | 4  | 17 | 44 | 47 | −3   |                               |
| 11   | C. D. Rota                  | 38   | 38 | 15 | 8  | 15 | 41 | 37 | +4   |                               |
| 12   | Atlético Malagueño          | 37   | 38 | 13 | 11 | 14 | 40 | 51 | −11  |                               |
| 13   | C. F. Industrial de Melilla | 36   | 38 | 13 | 10 | 15 | 39 | 48 | −9   |                               |
| 14   | Jerez Industrial C. F.      | 35   | 38 | 11 | 13 | 14 | 36 | 47 | −11  |                               |
| 15   | C. D. Don Benito            | 34   | 38 | 12 | 10 | 16 | 52 | 50 | +2   |                               |
| 16   | C. F. Extremadura           | 33   | 38 | 9  | 15 | 14 | 44 | 53 | −9   |                               |
| 17   | Real U. D. Carolinense      | 30   | 38 | 14 | 2  | 22 | 36 | 53 | −17  |                               |
| 18   | C. D. Motril                | 27   | 38 | 9  | 9  | 20 | 36 | 53 | −17  |                               |
| 19   | C. D. Estepona              | 25   | 38 | 9  | 7  | 22 | 23 | 68 | −45  |                               |
| 20   | C. D. Iliturgi (D)          | 25   | 38 | 9  | 10 | 19 | 29 | 53 | −24  | Descenso a Categoría Regional |

 Fuente: Futbolme
Notas:
1. ↑  El C. D. Iliturgi figuró con tres puntos menos por sanción federativa.

## Resumen
Ascendieron a Segunda División B:
| - Arenas Club | - Club Deportivo Eldense | - Club Deportivo Gijón | - Club Deportivo Guecho | - Unión Deportiva Las Palmas Atlético | - Club Deportivo San Fernando | - Unión Deportiva Vall de Uxó |

Descendieron a Divisiones Regionales: 
| - Sociedad Deportiva Almazán | - Club Deportivo Basconia | - Centro de Deportes Hospitalet | - Club Deportivo Iliturgi | - Club Deportivo Manacor | - Sporting Celanova Club de Fútbol |